# Argyrogramma signata
Argyrogramma signata là một loài bướm đêm trong họ Noctuidae.

## Hình ảnh

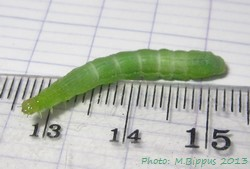
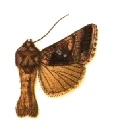